# Fürstenpalast in Monaco

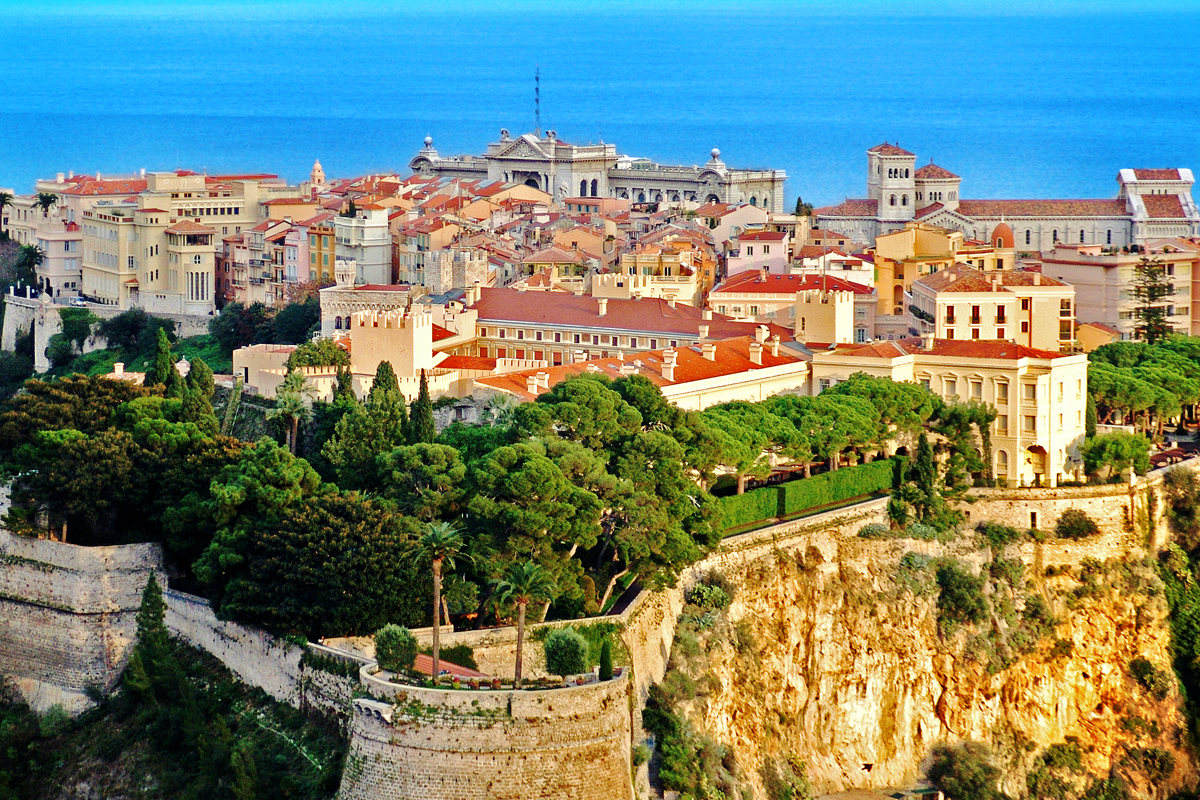
Fürstenpalast von Monaco

Übersichtsplan der Palastanlage

Der Fürstenpalast in Monaco (französisch Palais Princier de Monaco), auch Fürstenpalast der Grimaldis genannt, ist die offizielle Residenz des Fürsten von Monaco.

## Geschichte und Beschreibung
Auf dem Felsen Le Rocher am Mittelmeer entstand 1191 eine genuesische Befestigung. Von dieser mittelalterlichen Burg sind heute noch drei restaurierte Türme mit Schwalbenschwanzzinnen auf der rechten Palastseite erhalten. Es folgten zahlreiche Erweiterungen. Im 15. Jahrhundert musste die Anlage zu einer Garnison umgebaut werden. Anschließend begannen die Herrscher von Monaco, die Anlage zu einem Palast umzugestalten und fügten seit 1520 die repräsentativen Gebäulichkeiten hinzu mit Flügelbauten um den Ehrenhof von dem eine weiße, marmorne Freitreppe in Hufeisenform zu der Loggia, der Herkules-Galerie führt. Louis I. veranlasste den Bau des barocken Hauptportals mit dem Grimaldi-Wappen und der Treppe nach dem Vorbild von Schloss Fontainebleau. Die 30 Stufen sind aus einem einzigen Marmorblock aus Carrara gefertigt. Orazio Ferrari schmückte die Loggia mit den Darstellungen der Taten des Herakles. Fürst Honoré II. von Monaco ließ 1632 den Ostflügel erbauen. Die barocke Inneneinrichtung stellte Fürst Charles III. nach der Französischen Revolution um 1865 wieder her. Baugeschichtlich ist der Palast ein Konglomerat verschiedener Stilrichtungen vom Mittelalter über die Renaissance bis zum 19. Jahrhundert.
Zu den Palast-Räumen gehört als Hauptraum der Thronsaal. Das Deckengemälde des Spiegelgewölbes mit der Darstellung der Auslieferung an Alexander den Großen schuf Orazio de Ferrari. Der Löwenthron steht an der Langseite. Die Fußböden des Palastes sind aus Carrara-Marmor. Weitere Sehenswürdigkeiten sind die Spiegel-Galerie, die Enfilade mit dem Blauen Salon, dem Roten-Salon mit rotem Brokat, Bildern von Jan Brueghel dem Älteren, Charles Lebrun und französischen Möbeln des 18. Jahrhunderts. Es folgt der York-Raum, ein Schlafzimmer mit den Bildern der vier Jahreszeiten von Gregorio de Ferrari, der Gelbe Salon, das Schlafzimmer Ludwigs XV. und der Mazarin-Salon. Diese Räumlichkeit ist in einem Goldton und mit Täfelungen gehalten. Über dem Kamin hängt das Porträt Jules Mazarins.
Von Honoré II. stammt die Basis der fürstlichen Kunstsammlung mit Werken von Domenico Ghirlandaio, Tizian, Albrecht Dürer, Raffael, Peter Paul Rubens und Michelangelo.
Teile des Palastes sind zeitweise der Öffentlichkeit als Museum zugänglich. Im linken vorderen Palastteil befindet sich das Museum Napoleons mit Erinnerungsstücken aus der napoleonischen Ära. Der Fürstenpalast liegt in Monaco-Ville, der Altstadt.

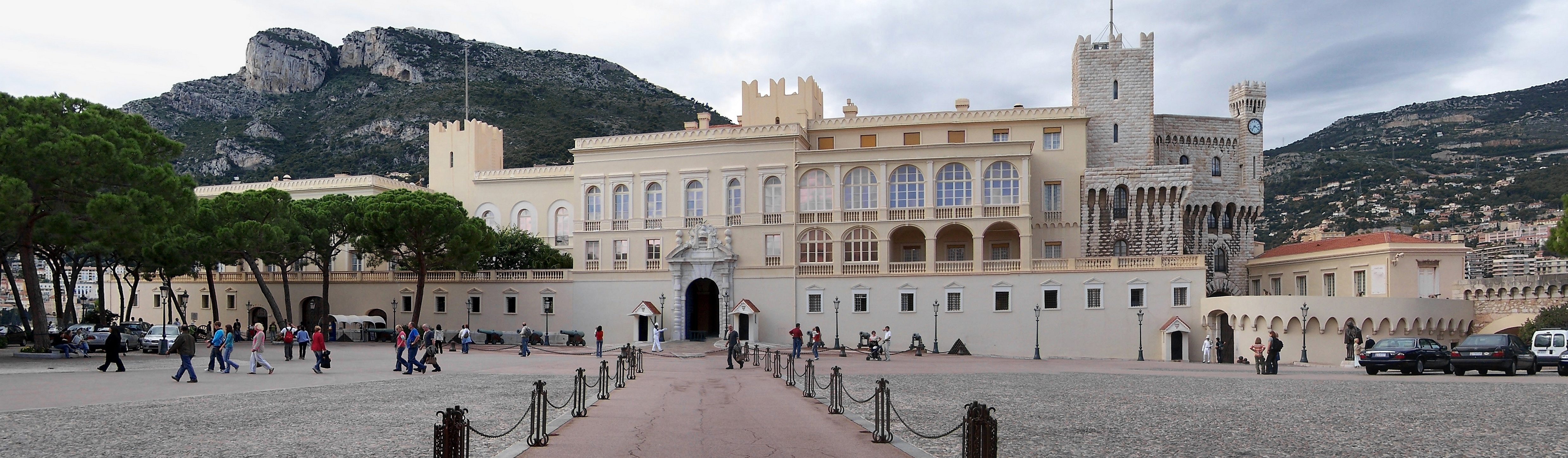
Westansicht des Fürstenpalasts
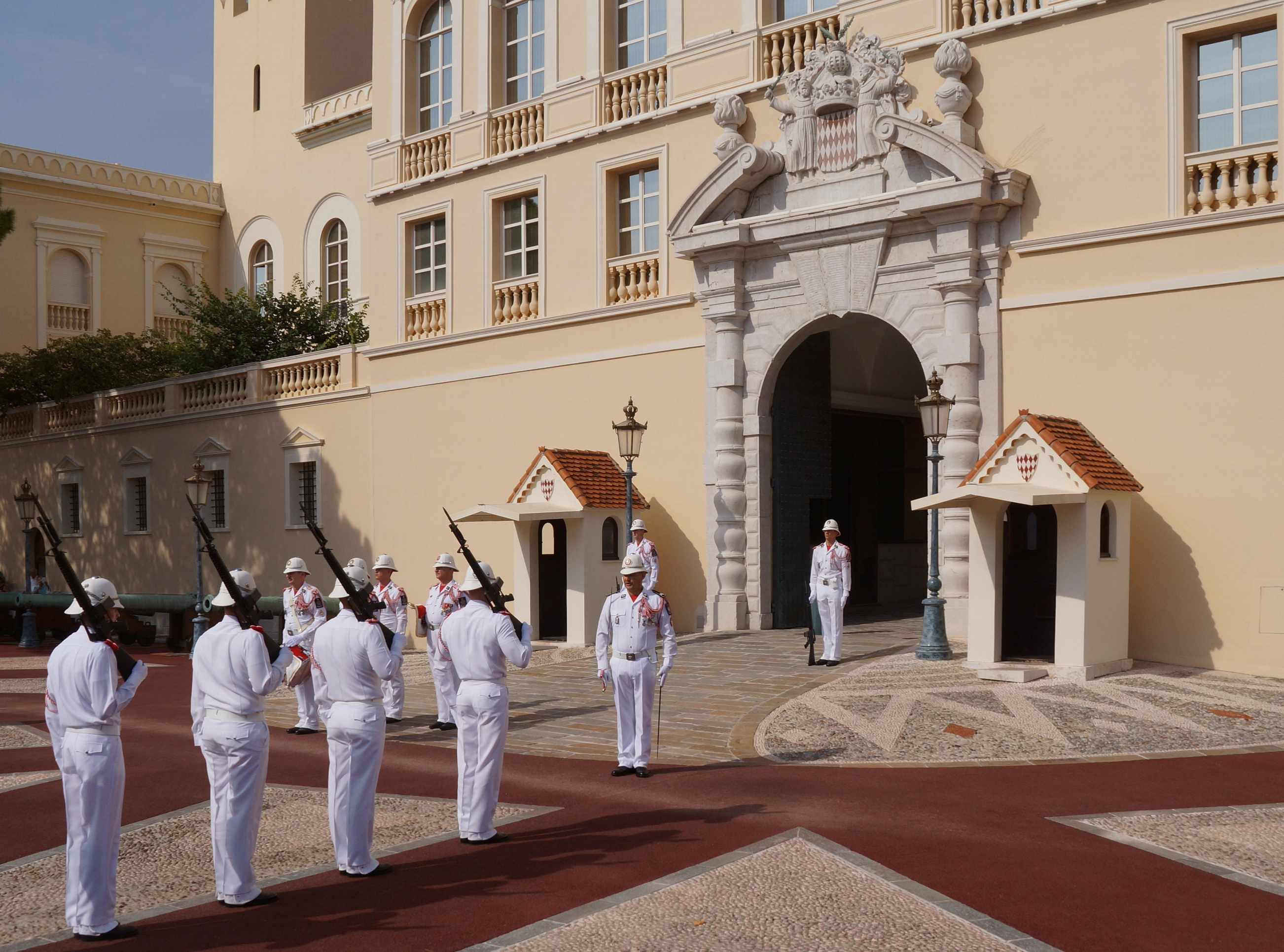
Zeremoniell der Wachablösung um 11.55 Uhr vor dem Fürstenpalast
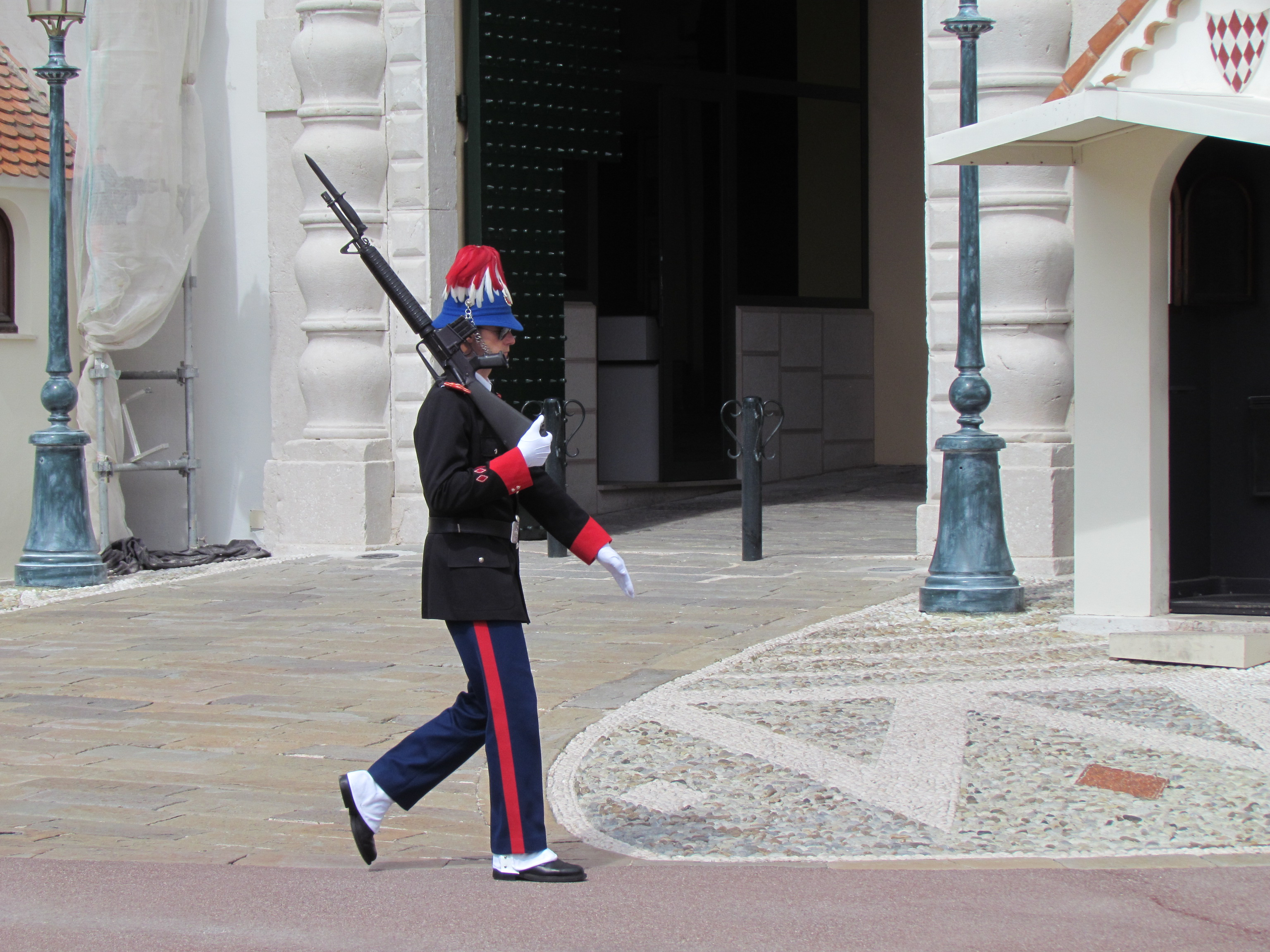
Ehrenwache der Compagnie des Carabiniers du Prince am Palast
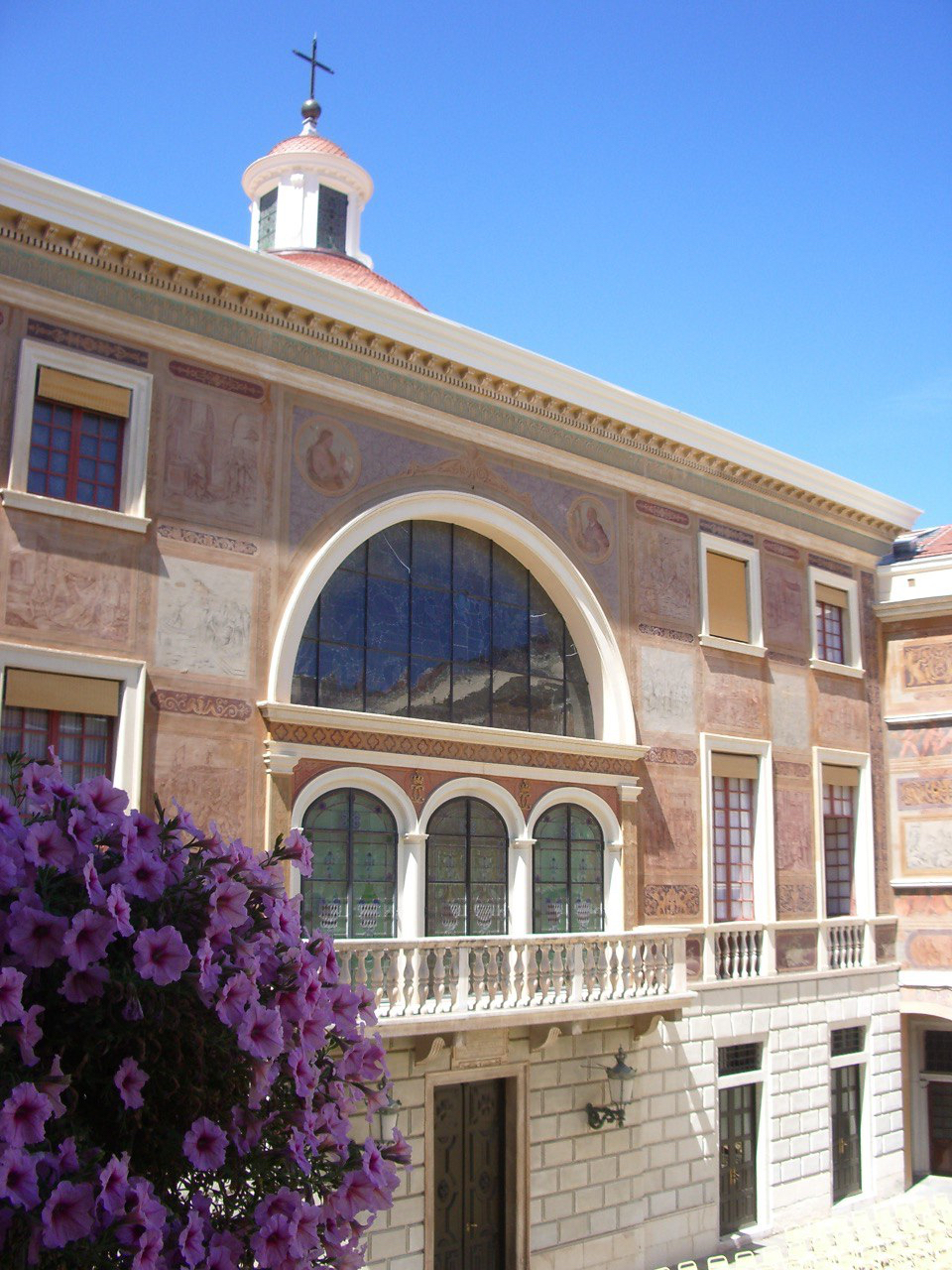
Die Palastkapelle